# Clinch
Clinch is een Belgische humoristische televisiereeks bedacht door Roy Aernouts en gemaakt door het productiehuis  Panenka die voor het eerst werd uitgezonden op de VRT-zender Canvas in het voorjaar van 2016. Het is een zesdelige reeks van fictieve verhalen waarin de drie personages, vertolkt door Roy Aernouts, Wim Helsen en Nico Sturm, met elkaar worden geconfronteerd. In elke aflevering komen de personages in een ambetante situatie terecht. Die maken ze dan steeds erger, maar deze geraakt uiteindelijk toch opgelost.